# Megacyllene florissantensis
Megacyllene florissantensis är en skalbaggsart som först beskrevs av Henry Frederick Wickham 1914.  Megacyllene florissantensis ingår i släktet Megacyllene och familjen långhorningar. Inga underarter finns listade i Catalogue of Life.